# Mobile (Alabama)
Mobile [moʊˈbi:l] ist eine Stadt im US-Bundesstaat Alabama. Sie liegt an der Mündung des Mobile River in der Mobile Bay, ist die größte Hafenstadt Alabamas und Verwaltungssitz des Mobile County. Das U.S. Census Bureau hat bei der Volkszählung 2020 eine Einwohnerzahl von 187.041 ermittelt.

## Namensgebung
Sowohl der Name des Countys, des Flusses, der Bucht als auch der Stadt leiten sich von Fort Louis de la Mobile ab, einer französischen Festung, gegründet im Jahre 1702 nahe dem heutigen Axis (Alabama). Es wird angenommen, dass das Wort „Mobile“ von „moeli“ für „Paddler“ aus einer Sprache der Choctaw-Indianer abgeleitet wurde und sich auf den gleichnamigen Indianerstamm Mobile bezieht.

## Geschichte

### Kolonialzeit
1519 erkundete der spanische Entdecker Alonzo Alvarez de Pineda die Gegend, als er den Golf von Mexiko kartierte. Am Mobile River kam er in friedlichen Kontakt mit zwei Indianervölkern. Zwei Jahrzehnte später verlief das Aufeinandertreffen zwischen Hernando de Soto, der in der Region auf Goldsuche war, und den Ureinwohnern kriegerisch, was auf beiden Seiten viele Todesopfer forderte. Tristán de Luna gründete 1559 eine Siedlung nahe dem heutigen Mobile, die jedoch nicht lange bestand. Nachdem ein Hurrikan diese Expedition scheitern ließ, beendete Spanien die Goldsuche in dieser Gegend.
Die Besiedlung durch Europäer begann 1702 durch französische Einwanderer unter Führung von Pierre Le Moyne d’Iberville und seinem jüngeren Bruder Jean-Baptiste. Die Siedlung, die eine der ersten im Süden der heutigen Vereinigten Staaten war, lag circa 30 km nördlich der heutigen Stadt auf dem Twenty-Seven Mile Bluff im Mobile River; sie erwies sich jedoch als eher ungeeignet, da sie häufig vom Mobile River überflutet wurde. Diese erste Siedlung ist als archäologische Fundstätte unter der Bezeichnung Old Mobile Site; Fort Louis De La Louisiane im National Register of Historic Places eingetragen.

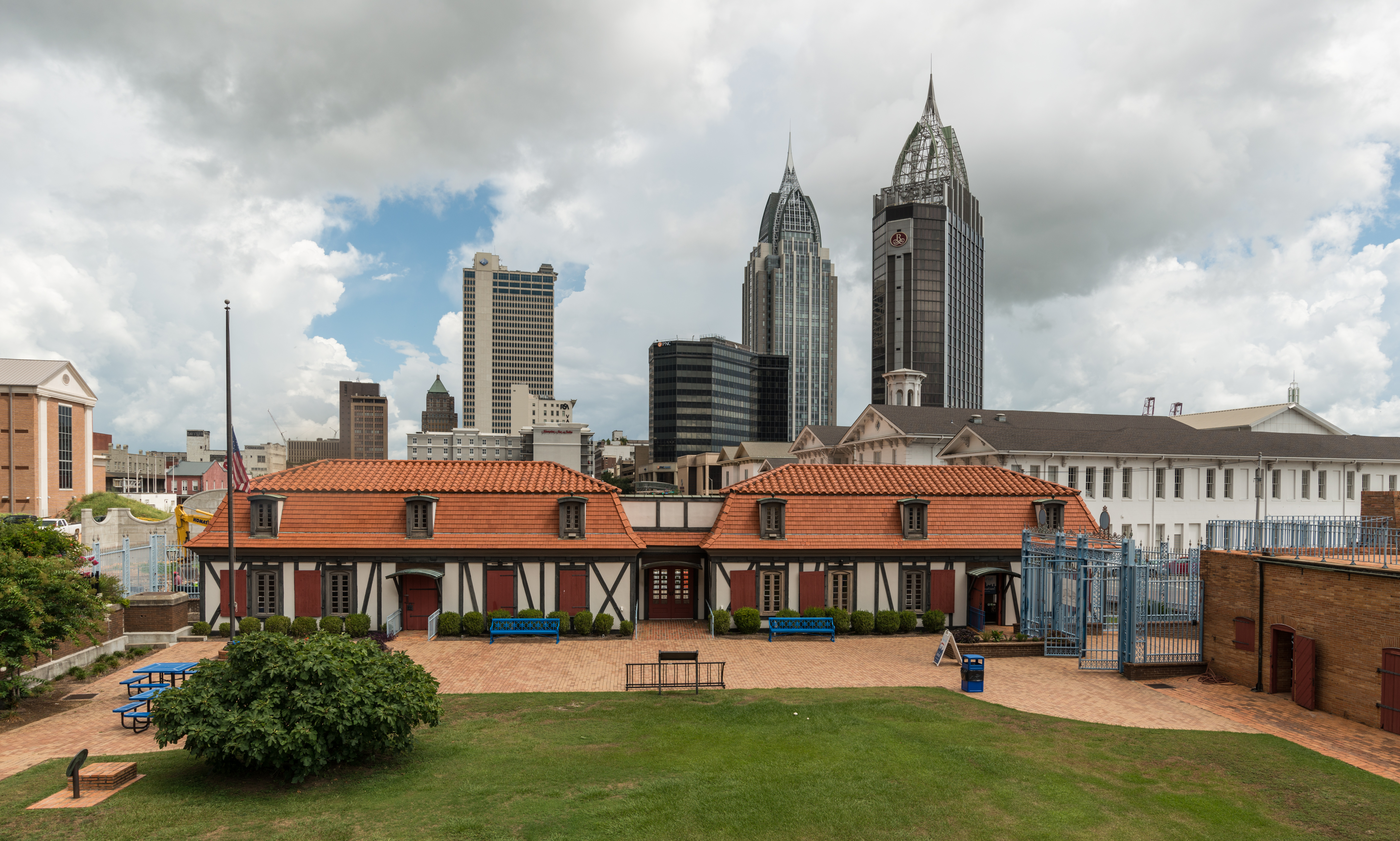
Das 1976 fertig rekonstruierte Fort Condé vor der Skyline von Mobile. Das Bauwerk ist seit Mai 1969 im National Register of Historic Places eingetragen und dient heute als Stadtmuseum. Es war bis 1823 abgebaut beziehungsweise überbaut worden. Die Wiedererrichtung begann ab 1966.

Wegen der regelmäßigen Überflutungen und Epidemien sowie häufigen Angriffe durch die Alabama entschied man sich 1711, flussabwärts nach Mobile zu ziehen. Ausschlaggebend war die komplette Zerstörung des Forts bei einem der Indianerangriffe gewesen. Danach konnte de Bienville die Kolonisten von einem Umzug überzeugen. Mit ihnen kamen viele Mauvila, die mit den Alabama verfeindet waren.
Von 1724 bis 1735 wurde in Mobile das Fort Condé errichtet, das das baufällig gewordene Fort Louis De La Louisiane ablöste. 1763 verließen die Franzosen das Fort, und das Königreich Großbritannien übernahm die Stadt; nach dessen Niederlage im amerikanischen Unabhängigkeitskrieg folgte ab 1780 Spanien. 1813 fiel Westflorida und somit Mobile letztendlich an die Vereinigten Staaten.
Durch die stagnierende ökonomische Entwicklung der Königreiche Spanien, Frankreich und Großbritannien als Kolonialherren in der Neuen Welt blieb Mobile in wirtschaftlicher Bedeutung und Größe vorerst begrenzt. Wegen seiner strategisch wichtigen Lage als europäischer Vorposten in dieser Region am Golf von Mexiko stellte die Stadt dennoch bis 1720 den Verwaltungssitz der französischen Kolonie Louisiana und war in den 1760er Jahren für kurze Zeit Hauptstadt der britischen Kolonie Westflorida, bis es von Pensacola abgelöst wurde.

### Antebellum

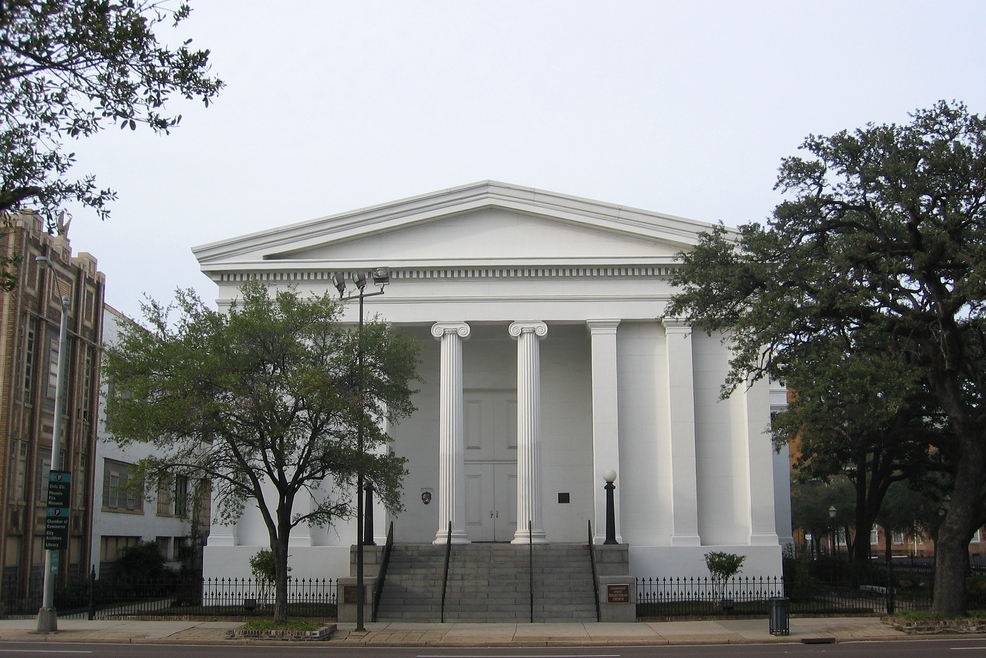
Die 1836 im Stile des Greek Revival erbaute Government Street Presbyterian Church ist seit Oktober 1992 ein National Historic Landmark.

Als Mobile 1813 Teil des Mississippi-Territoriums wurde, zeichnete es sich im Vergleich zu anderen Städten des späteren Alabama durch seine Multikulturalität aus. Diese Eigenschaft behielt es in der Geschichte des Bundesstaates. Mit dem Beginn amerikanischer Investments zu dieser Zeit startete der wirtschaftliche Aufschwung Mobiles. Am 20. November 1818 richtete die Legislative des Alabama-Territoriums die erste Bank in Mobile ein, die Bank of Mobile, die bis 1884 existierte und bei der Baufinanzierung hilfreich war. In den 1820er Jahren etablierte sich die Stadt zu einem der wichtigsten Handelszentren der Südstaaten. Vor allem Baumwolle wurde von hier aus nach Neuengland und in die Mittelatlantikstaaten sowie nach Europa exportiert.

### Bürgerkrieg

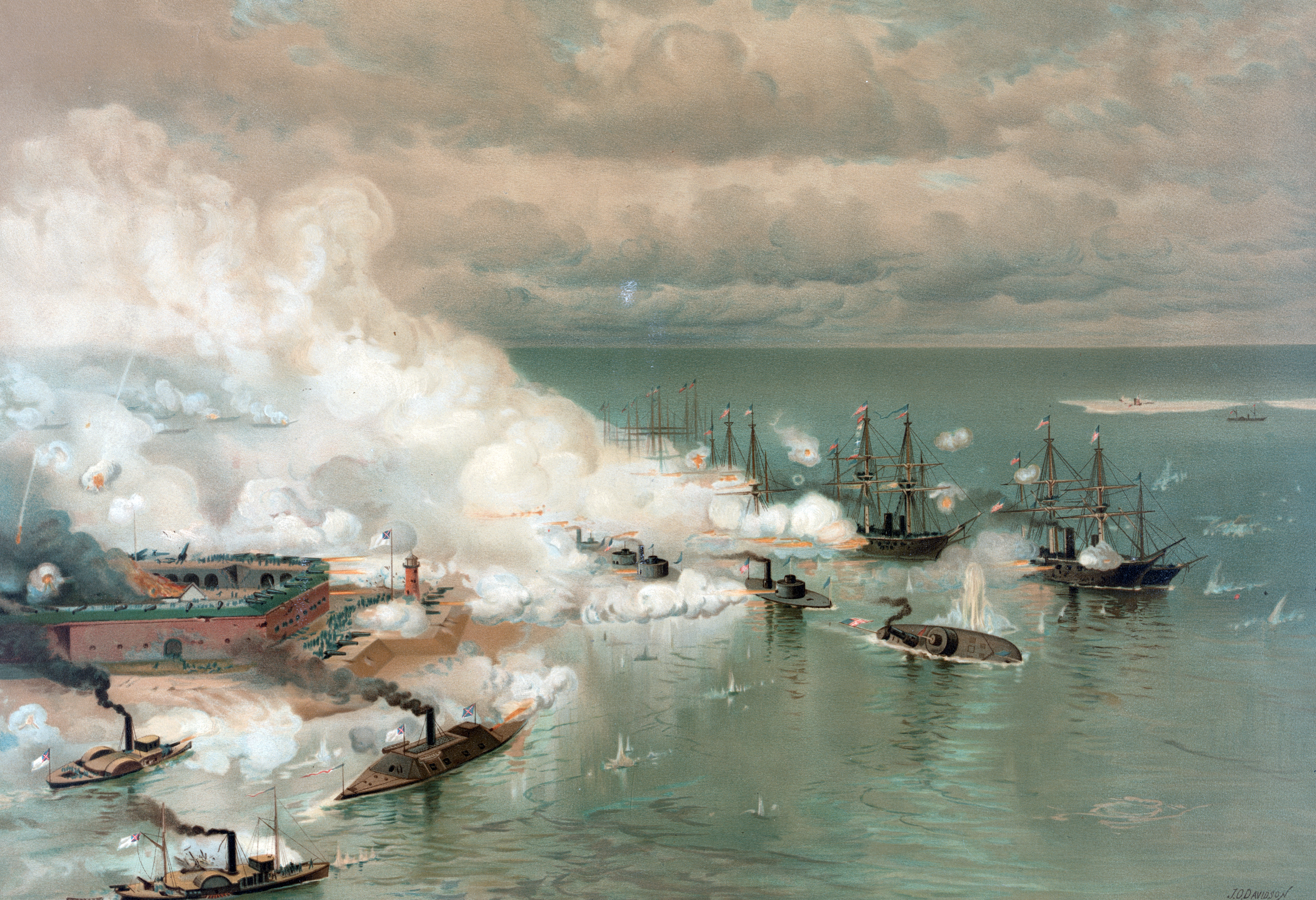
Seegefecht vom 5. August 1864 während der Schlacht in der Mobile Bay

Im Januar 1861 schloss sich Alabama den Konföderierten Staaten von Amerika an. Im anschließenden Sezessionskrieg gegen die Nordstaaten litt Mobile als Handelsstadt erheblich unter der Seeblockade durch die United States Navy. Im August 1864 durchbrach Admiral David Glasgow Farragut bei der Schlacht in der Mobile Bay die Verteidigungslinien der Confederate States Navy und stieß in die Mobile Bay vor. Mobile selbst wurde jedoch nicht eingenommen, wodurch ihm die Zerstörungen wie anderen südstaatlichen Hafenstädte wie New Orleans und Charleston erspart blieb.
Nach dem Ende des Krieges 1865 hielten sich noch viele Unions-Soldaten in der Stadt auf, außerdem existierten mehrere Munitionsdepots. Am 25. Mai 1865 kam es in einem Depot in der Beauregard Street, in dem etwa 300 Tonnen Granaten lagerten, zu einer schweren Explosion. Die Gebäude in unmittelbarer Nähe des Lagers wurden vollständig zerstört, zwei Schiffe im Hafen sanken und Granaten wurden weit ins Stadtgebiet geschleudert, wo sie detonierten. Infolge der Explosion brach ein Stadtbrand aus, der vor allem den nördlichen Teil Mobiles verwüstete. Etwa 300 Menschen starben. Die Unglücksursache konnte nie endgültig geklärt werden.
Der dadurch notwendig gewordene Wiederaufbau des Hafens verzögerte die wirtschaftliche Erholung Mobiles nach dem Bürgerkrieg erheblich. 1866 belebte Joseph Stillwell Cain die während des Sezessionskriegs unterbrochene Mardi-Gras-Tradition der Stadt wieder und organisierte eine Parade.

### Von der Reconstruction bis zur Weltwirtschaftskrise

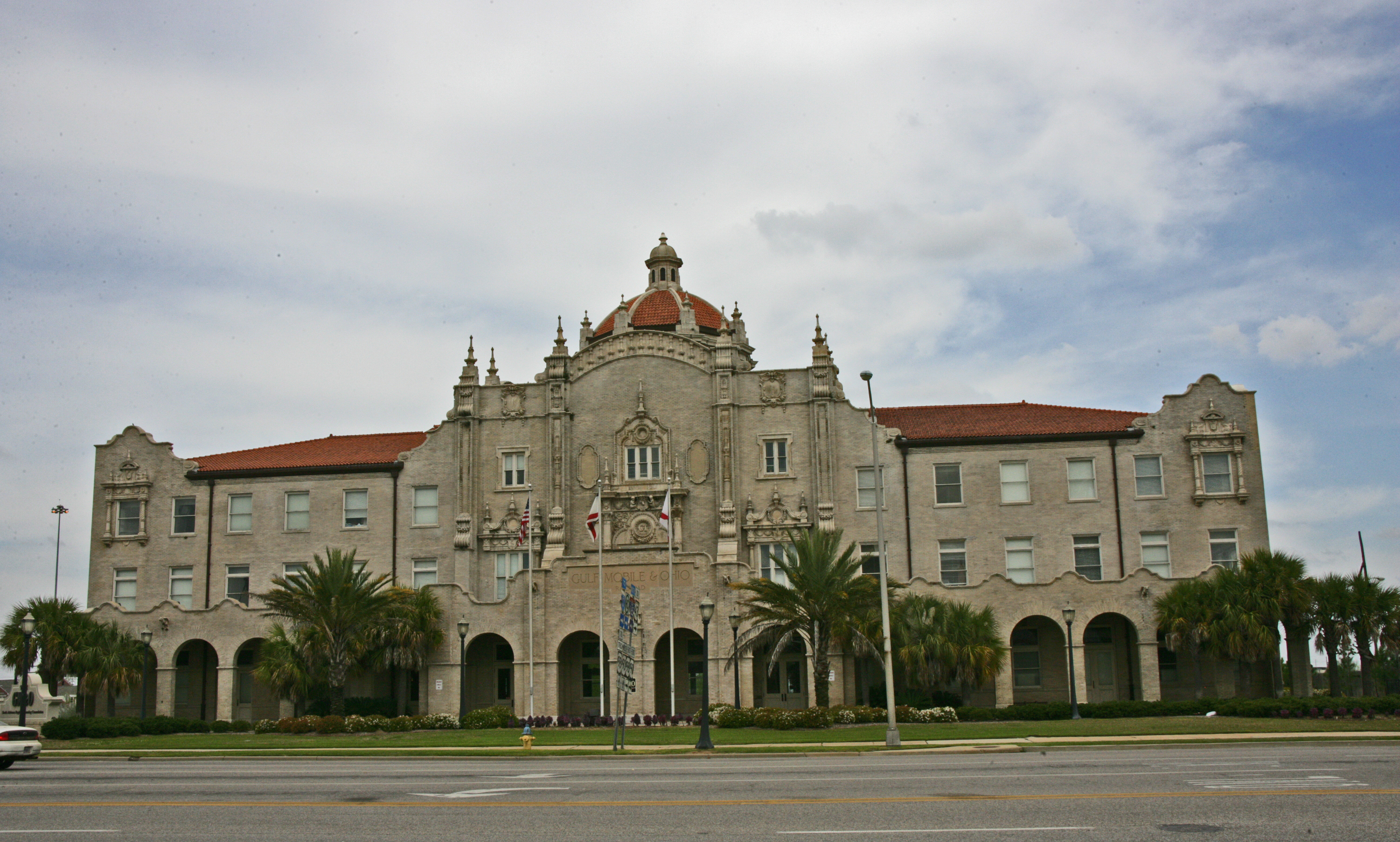
Der Bahnhof der Mobile and Ohio Railroad in Mobile (2008). Das 1907 im spanischen Missionsstil erbaute Gulf, Mobile and Ohio Passenger Terminal ist seit August 1975 im NRHP eingetragen.

Die Reconstruction und die darauf folgenden Jahre bildeten für Mobile eine schwere Phase, die durch wirtschaftlichen Niedergang und Bevölkerungsrückgang gekennzeichnet war. 1879 stand die Stadt kurz vor dem Bankrott. Die State Legislature entzog Mobile daraufhin die Stadtrechte und stellte es unter die Verwaltung eines zu diesem Zwecke eingerichteten Sonderkomitees. Der Haushalt Mobiles wurde bis 1886 auf jährlich 100.000 US-Dollar gekappt. Zu dieser Zeit löste Holz die Baumwolle als wichtigstes Exportgut ab, und die städtischen Baumaßnahmen trugen erste Früchte.
Bis zur Jahrhundertwende hatte sich Mobile wirtschaftlich erholt, und der Hafen wurde vor allem zum Import von Bananen aus Südamerika genutzt. In dieser Phase hielt das Telefon und die Straßenbahn Einzug in die Stadt, die durch eine Mischung aus politischem Progressivismus und viktorianischen Moralvorstellungen gekennzeichnet war. Der Ausbruch des Ersten Weltkriegs stoppte zunächst das wirtschaftliche Wachstum Mobiles. Dies lag unter anderem daran, dass europäische Nationen ihre Handelsschiffe nun für die Marine requirierten. Viele arbeitslos gewordene Hafenarbeiter verließen die Stadt und suchten im Umland nach einer Beschäftigung. Nach dem Eintritt der Vereinigten Staaten in den Ersten Weltkrieg 1917 fehlten daher 10.000 ausgebildete Arbeitskräfte im Hafen Mobiles, so dass die dortigen Werften bis zum Kriegsende nur ein einziges Kriegsschiff produzierten.
Während der Jahrhundertwende vom 19. zum 20. Jahrhundert wuchs Mobiles Bevölkerung stark an: Von 40.000 Einwohnern im Jahr 1900 auf 60.000 Einwohner bis 1920. Im Jahr 1902 führte die Stadt die Rassentrennung ein, die es Afroamerikanern zunächst verbot, in den Straßenbahnen die gleichen Plätze wie Weiße zu benutzen. Später wurde die Segregation auf weitere Lebensbereiche ausgedehnt.

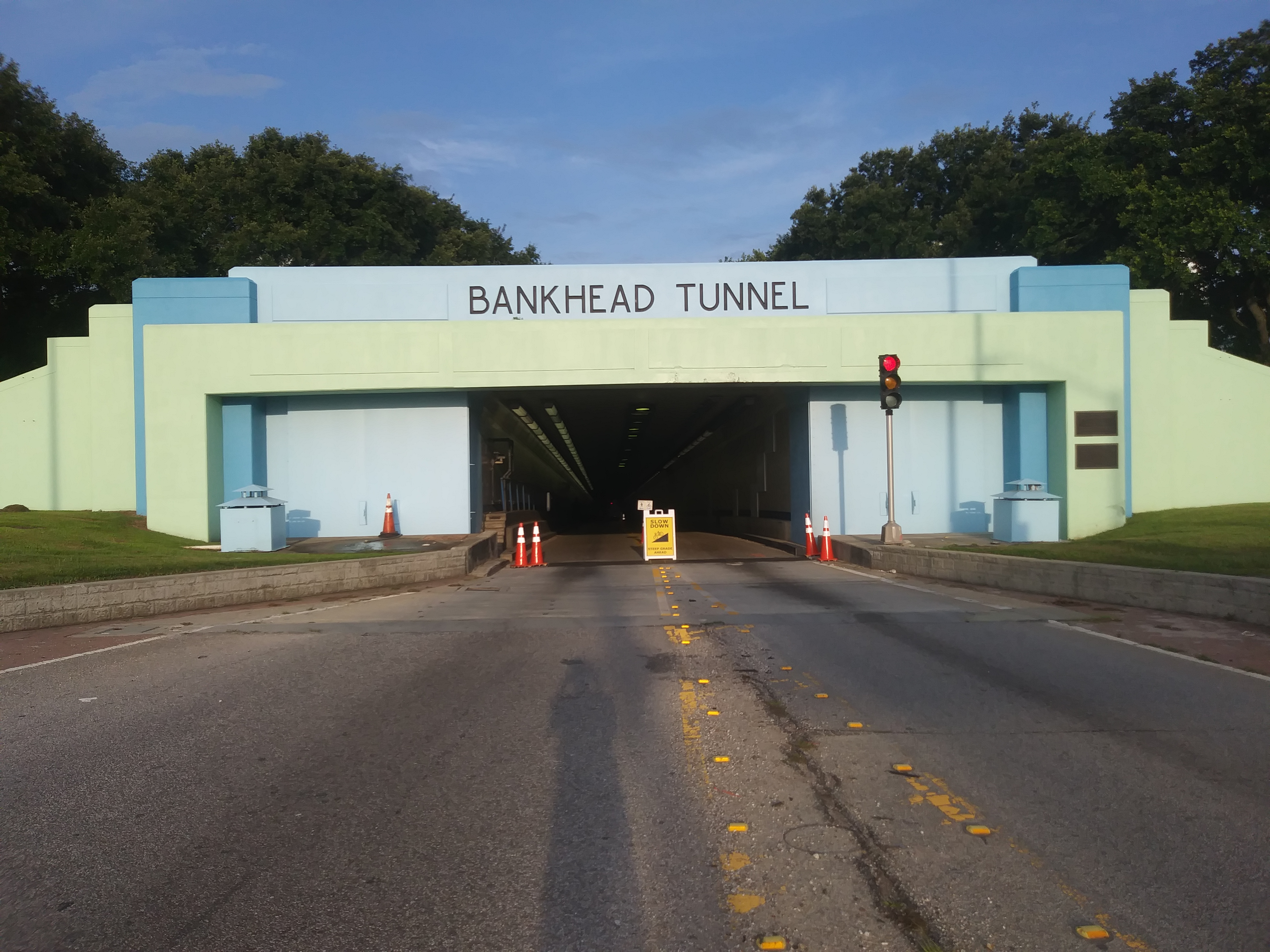
Osteinfahrt zum Bankhead Tunnel (2019)

Nach dem Ende des Ersten Weltkriegs investierten vor allem die Geschäftsmänner John B. Waterman, C. W. Hempstead und Walter D. Bellingrath in den Hafenausbau und gründeten 1919 die Reederei Waterman Steamship Corporation, die zu einer der größten im Südosten der Vereinigten Staaten wurde. Zusammen mit anderen Unternehmern betrieben sie erfolgreich Lobbyarbeit für den Bau der Alabama State Docks, der 1922 erfolgte. 1927 wurde die 16 Kilometer lange Cochran Bridge erbaut, die die fünf in die Mobile Bay fließende Flüsse überspannte. Sie verkürzte die Reisezeit zur östlichen Seite der Bucht erheblich und beförderte die weitere wirtschaftliche Entwicklung.
Die Great Depression bewältigte die Stadt besser als andere Orte in Alabama wie zum Beispiel Birmingham. Dies lag daran, dass Mobiles wichtigste Exportgüter Baumwolle und Holz weniger anfällig für die verheerenden Kursschwankungen der Börse waren, die am Schwarzen Donnerstag 1929 die Weltwirtschaftskrise ausgelöst hatten. Dennoch litt auch der Arbeitsmarkt in Mobile unter der Krise, so dass 1938 die Works Progress Administration im Rahmen des New Deals  zur Arbeitsbeschaffung mit dem Bau des Bankhead Tunnels unter dem Mobile River begann. Die Konstruktion der einen Kilometer langen Unterführung wurde drei Jahre später abgeschlossen.

### Zweiter Weltkrieg und Bürgerrechtsbewegung

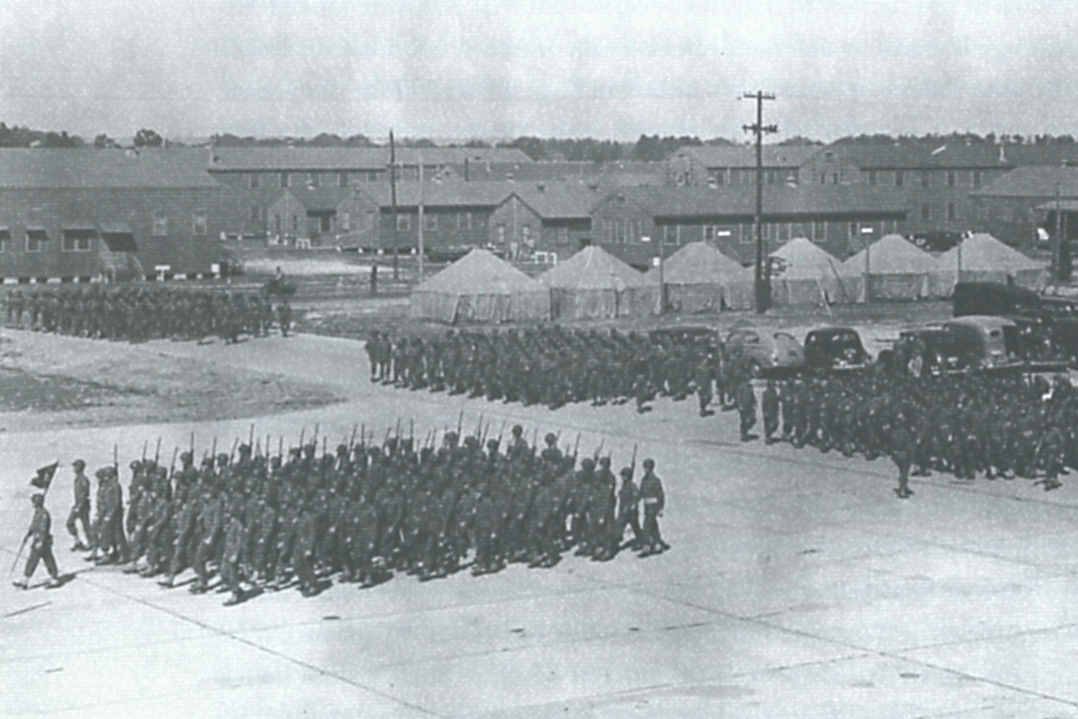
Brookley Army Air Field (zwischen 1941 und 1945)

Der Eintritt der Vereinigten Staaten in den Zweiten Weltkrieg machte Mobile zu einer sehr bedeutenden Werftstadt. Die Kriegsschiffproduktion für die United States Navy führte dazu, dass der Ort einer der am dichtesten besiedelten in den Vereinigten Staaten wurde. Konkurrenz um Arbeitsplätze und Wohnraum führte zu erheblichen Spannungen zwischen den Arbeitern, vor allem zwischen weißen und afroamerikanischen. Diese mündeten im Mai 1943 in Ausschreitungen, in deren Folge weiße Arbeiter ihre afroamerikanischen Kollegen aus den Docks der Alabama Dry Dock and Shipbuilding Company vertrieben. Erst die herbeigerufene Nationalgarde konnte die Ordnung wieder herstellen und die sichere Rückkehr der Schwarzen einige Wochen später absichern.
Zwischen 1940 und 1943 zogen 89.000 Menschen nach Mobile. Bis zum Kriegsende war die Einwohnerzahl um 60 % gewachsen. Die Alabama Drydock and Shipbuilding Company, die Gulf Shipbuilding Corporation (eine Tochter der Waterman Steamship Corporation) baute in Mobile Zerstörer und Minenabwehrfahrzeuge. Die United States Army kaufte den Stadtflughafen Bates Field und baute diesen ab 1941 zum Militärflughafen Brookley Army Air Field aus. Dieser, vor allem für den Nachschub zuständige Standort, wurde in den nächsten zwei Jahrzehnten zum größten Arbeitgeber Mobiles. Die Brookley Air Force Base war für Mobile Fluch und Segen zugleich, weil der durch diesen militärischen Standort ausgelöste wirtschaftliche Boom die Führungsverantwortlichen der Stadt dazu verleitete, sich nicht um Ansiedlung neuer Industrien zu kümmern. Als die Kaserne 1969 außer Dienst gestellt wurde, führte dies zu einer Dekade des Stillstands.
Anders als bei seinen nördlichen Nachbarn Birmingham, Montgomery und Selma kam es in Mobile in den 1950er und 1960er Jahren zu keinen größeren Protesten der Bürgerrechtsbewegung (Civil Rights Movement). Während des Busboykotts von Montgomery 1955/1956 richteten politische Führer in Mobile zur Konfliktvermeidung ein „gemischtrassiges“ Arbeitskomitee ein, das Felder mit systemischer Diskriminierung von Afroamerikanern identifizieren sollte. Ähnliches geschah, als Proteste des Civil Rights Movement 1965 in Selma und 1963 in Birmingham mit Polizeigewalt unterdrückt wurden. Obwohl keiner dieser Ausschüsse besondere Erfolge erzielte, sollten sie der Stadt zu einem besseren Ansehen hinsichtlich Rassismus und Segregation verhelfen als es andere Städte in Alabama hatten.
In der Stadt gewannen in dieser Ära mit der Non-Partisan Voters’ League („Liga der unparteilichen Wähler“) und den Neighborhood Organized Workers („Organisierte Nachbarschafts-Arbeiter“) zwei Graswurzelbewegungen politischen Einfluss, die sich für ein Ende der Rassentrennung und die Wahlberechtigung der afroamerikanischen Bevölkerung einsetzten. Für diesen Kampf setzten sie auf rechtliche Mittel. So strengte die Liga unter anderem einen Prozess an, um die Desegregation des öffentlichen Schulwesens zu erzwingen. Dieses Gerichtsverfahren wurde zu einem der längsten dieser Art in der amerikanischen Geschichte.
1979 wurde vor dem Obersten Gerichtshof der Vereinigten Staaten (Supreme Court of the United States) der Fall Mobile v. Bolden verhandelt, bei dem Bürger mit Unterstützung der Liga gegen die aus ihrer Sicht diskriminierenden gesetzlichen Bestimmungen bei Stadtratswahlen klagten. Der Supreme Court gab am Ende zwar Mobile recht, aber als Folge des Verfahrens wurden die erste Frau und der erste Schwarze in den Stadtrat gewählt. 2005 gewann Samuel Jones als erster Afroamerikaner die Bürgermeisterwahlen in Mobile.

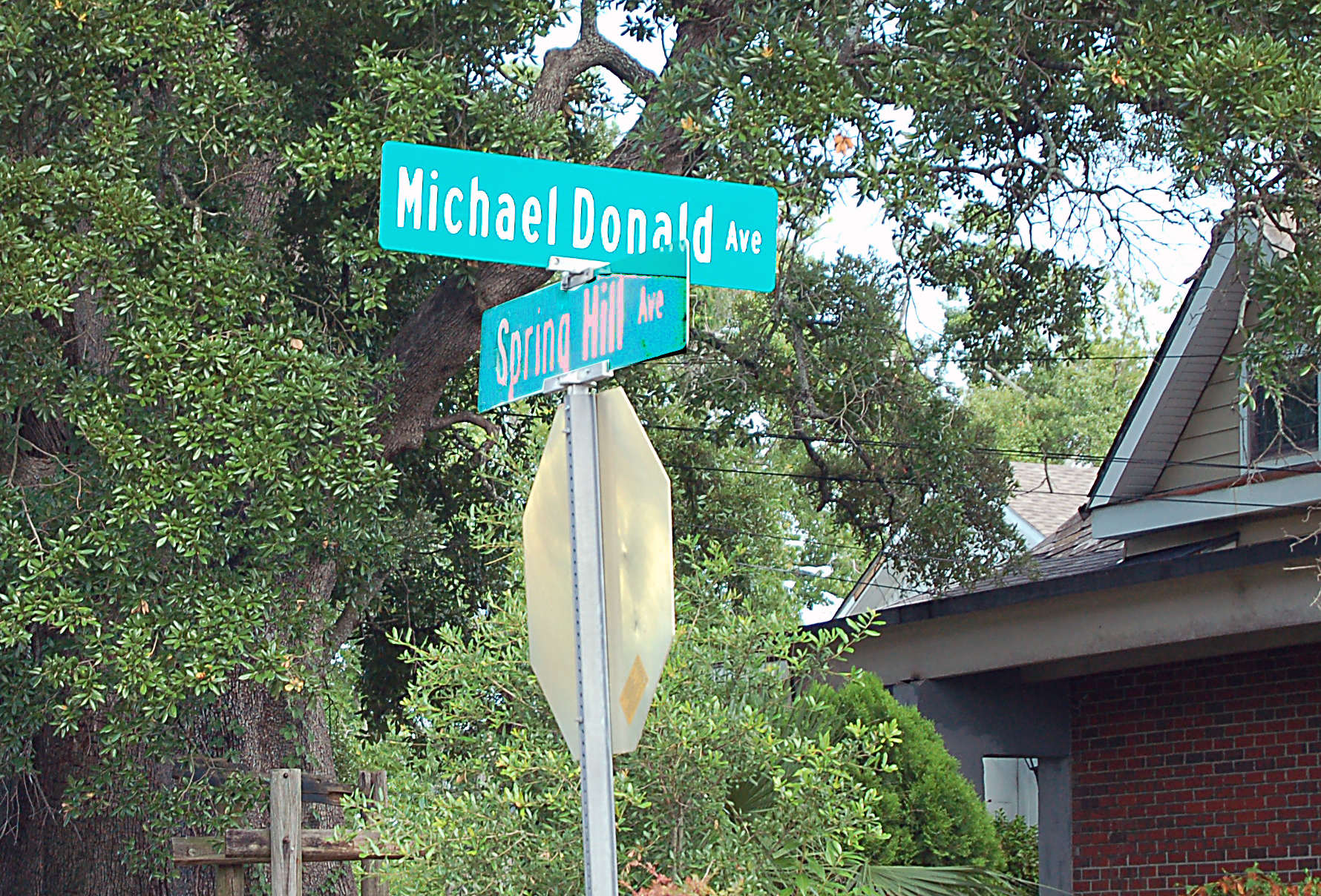
Michael Donald Avenue (2007)

Das von Mobile gepflegte positive Image einer liberalen Stadt stand oft in Widerspruch zu den tatsächlichen Ereignissen. So war es im März 1981 Schauplatz des rassistischen Lynchmordes am Afroamerikaner Michael Donald, wobei es sich bei den Tätern um zwei Mitglieder des Ku-Klux-Klans handelte. Der Fall, eines der letzten Verbrechen dieser Art in den Vereinigten Staaten, erregte bundesweites Aufsehen. Die Zivilklage der Familie Donalds gegen die United Klans of America führte zu deren Bankrott. Das Mardi Gras in Mobile ist bis heute durch Segregation geprägt und gemeinsame Aktivitäten von Schwarzen und Weißen dort die Ausnahme.

### Hurrikan Katrina

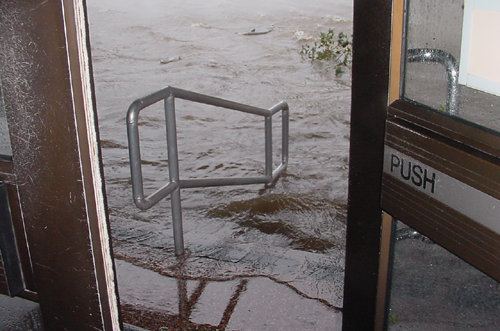
Überflutete Treppen zum Courthouse während des Hurrikan Katrina im August 2005

Auch Mobile hatte unter Hurrikan Katrina zu leiden, der die Küste des Golfs von Mexiko am 29. August 2005 traf.
Verglichen mit den Hafenstädten Waveland und Biloxi fielen die Schäden jedoch eher gering aus. Dennoch wurden hunderte Häuser durch den starken Wind und die Überflutungen beschädigt oder zerstört. Zudem starben mindestens zwei Menschen bei Autounfällen, die durch den Hurrikan verursacht worden waren.
Die elf Kilometer lange erhöhte Bucht-Brücke Bay Way musste geschlossen werden, weil die sechs Meter hohen Wellen die Straße zu überschwemmen drohten. Entlang den Ufern der Mobile Bay (Bucht) war die Beschädigung sehr umfangreich: Hunderte Häuser wurden überschwemmt, und tausende Boote und Docks wurden zerstört. Das Wasser stand entlang den Ufern der Bucht zwei bis sieben Meter hoch.

## Flagge und Siegel
1961 wurde das Siegel und im Dezember 1968 wurde die Flagge in ihrer heutigen Form übernommen. Diese enthält auch die Flagge der Konföderierten Staaten von Amerika, was zu einer erfolglosen Debatte führte, diese Flagge zu ändern.

## Wirtschaft

### Hafen

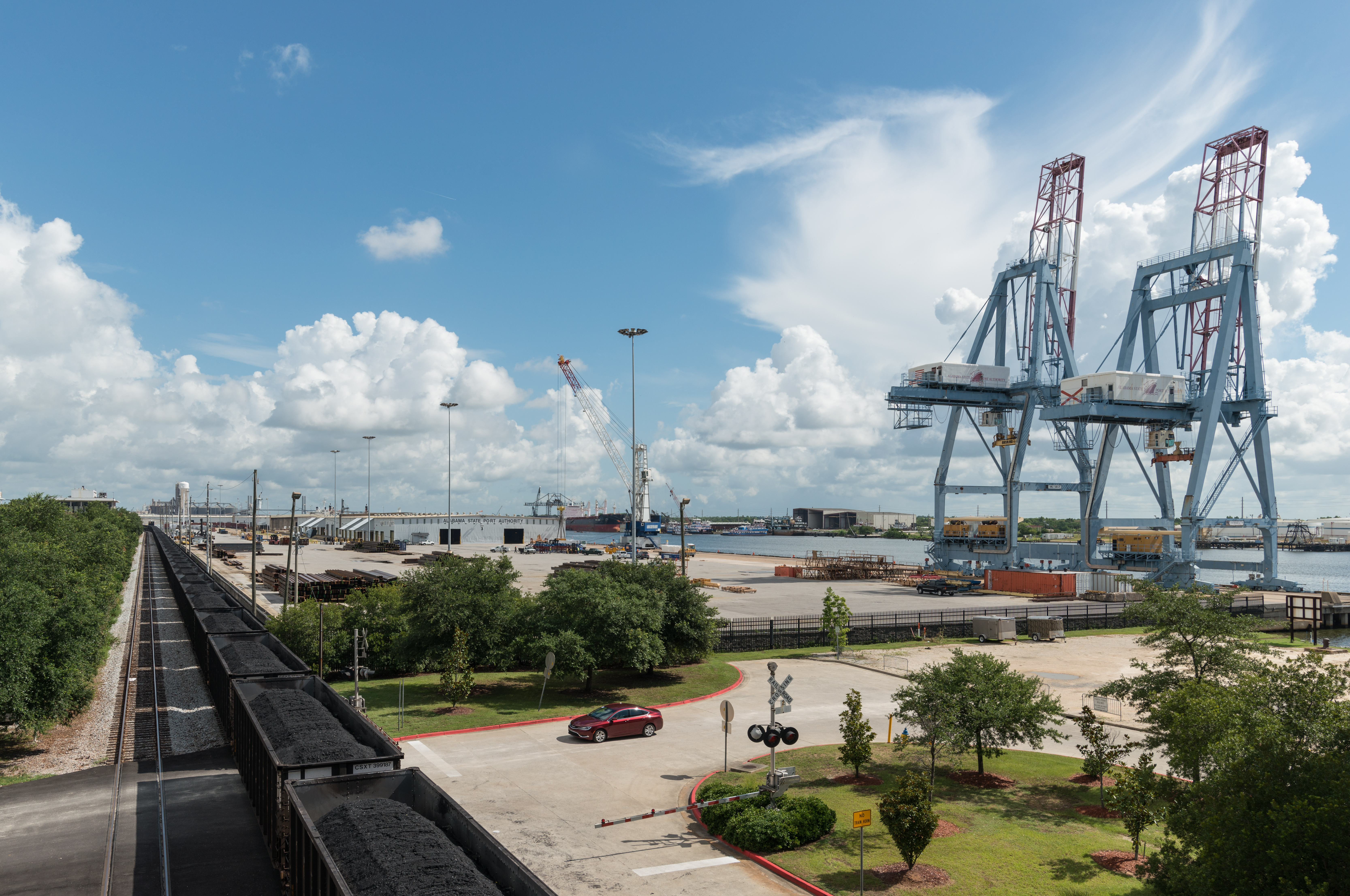
Blick auf den Hafen von Mobile

Der Hafen von Mobile, der durch die Inseln an der südlichen Bay sehr gut geschützt war, entwickelte sich zu einem der größten Seehäfen im Süden der USA. Durch die Baumwollverschiffung und die Navy-Präsenz gelangte die Stadt schon im 19. Jahrhundert zu Wohlstand. Noch heute ist der Hafen der wichtigste Wirtschaftsfaktor von Mobile. Die von CG Railway betriebene Eisenbahnfährverbindung (nur Güterverkehr) zur nördlichen Seite des Isthmus von Tehuantepec in Coatzacoalcos, Mexiko, verkehrt mehrmals wöchentlich in beiden Richtungen.

### Airbus-Werk
Im Februar 2007 hat Airbus einen eigenen Entwicklungsstandort (Airbus Americas Engineering) in Mobile eröffnet. Diese Anlage, die mit 35 Mitarbeitern begann, ist auf einem Personalbestand von über 2000 (Stand: Dezember 2024) gewachsen.
Die Gründe für den Aufbau dieses ersten Entwicklungsstandortes außerhalb von Europa liegt zum einen in der Strategie, die Dollarschwankungen auch im Bereich der Entwicklung abzufedern, zum anderen soll die Verstärkung der Aktivitäten von Airbus und dem Mutterkonzern EADS die Chancen für den Absatz von zivilen und militärischen Fluggeräten in den USA verbessern. Im Juni 2012 bestätigte Airbus den geplanten Bau eines Endmontagewerkes für die A320-Familie. Im September 2015 wurde es eingeweiht.

### Ölraffinerie
In Mobile arbeitet die Ölraffinerie Mobile Refinery mit einer Kapazität von 16.700 Barrel pro Tag.

## Verkehr
Im Süden von Mobile liegt die Interstate 10, die den Mobile River im George Wallace Tunnel unterquert. Im Südwesten beginnt die Interstate 65, die nach Norden bis fast nach Chicago reicht. Durch die Stadt verlaufen außerdem die U.S. Highways 43, 45, 90 und 98. Fünf Kilometer südlich der Innenstadt liegt der Mobile Downtown Airport.

## Sehenswürdigkeiten

### Historische Architektur

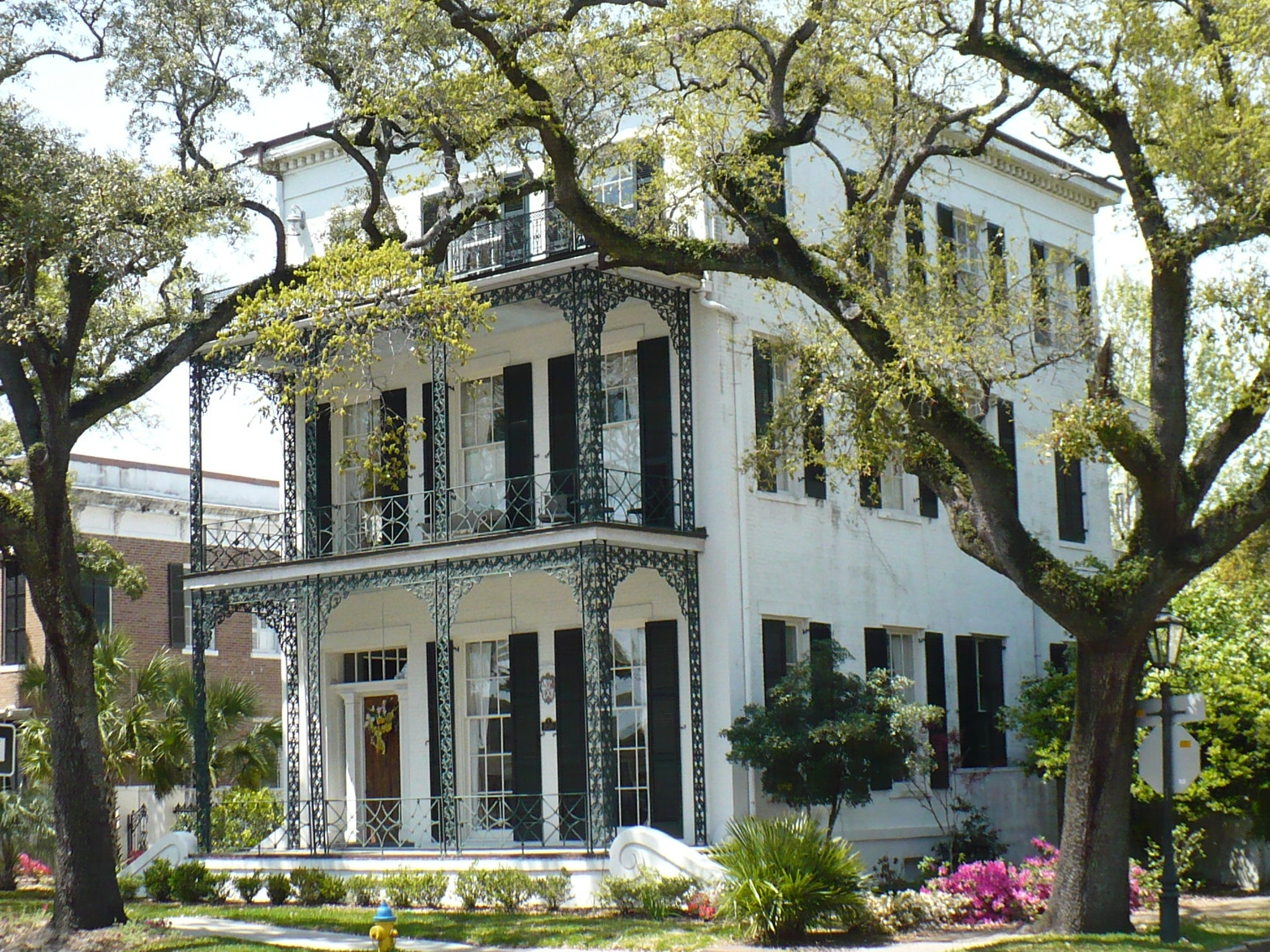
Ein Haus im De Tonti Square Historic District. Dieser Historic District ist seit Februar 1972 im NRHP eingetragen.

Mobile hat neoklassizistische, neugotische, italienisch anmutende und kreolische Antebellum-Architektur – also vor dem Sezessionskrieg entstandene Gebäude. Zu den späteren Architekturstilen, die in der Stadt noch häufig vertreten sind, gehören viktorianische Bauwerke, Shotgun Houses, Colonial Revival, Tudor Revival, Spanish Colonial Revival und Beaux-Arts. Anfang 2009 gab es in der Stadt neun historische Distrikte: Old Dauphin Way, Oakleigh Garden, Lower Dauphin Street, Leinkauf, De Tonti Square, Church Street East, Ashland Place, Campground, und Midtown.

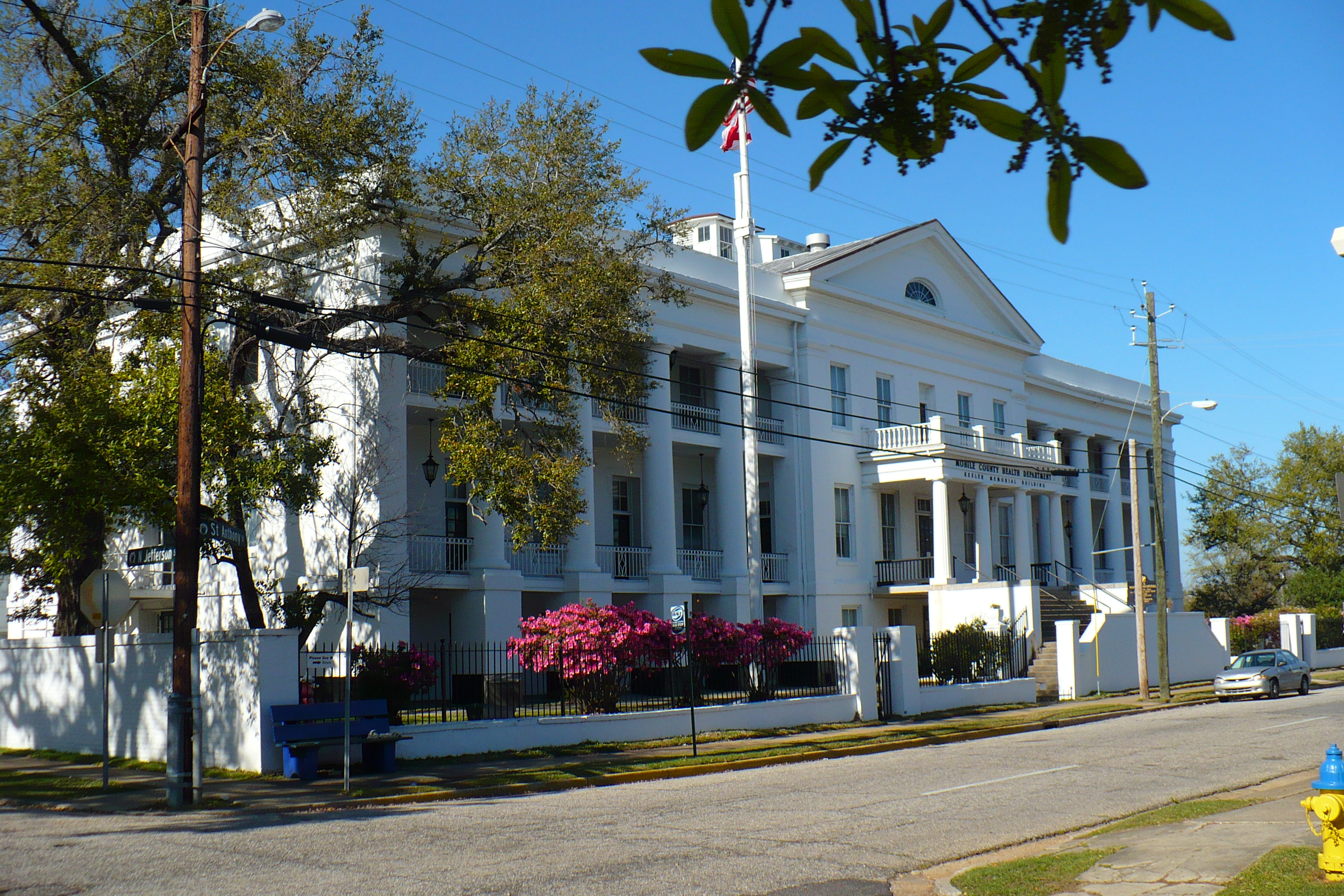
Das alte U.S. Marine Hospital wurde restauriert und für die neue Nutzung als Mobile County Health Department umgebaut. Das Gebäude ist seit Juni 1974 im NRHP gelistet.

Über das Stadtgebiet von Mobile sind eine Reihe weiterer historischer Bauwerke verstreut. Zu den historischen Kirchenbauwerken gehören Christ Church Cathedral, die Cathedral of the Immaculate Conception, die Government Street Presbyterian Church und die Trinity Episcopal Church. Zwei historische römisch-katholische Klöster, das Convent and Academy of the Visitation und das Convent of Mercy, haben die Zeit überdauert. Die Stone Street Baptist Church ist eine in den 1840er Jahren von Afroamerikanern gegründete Kirche. Die Barton Academy ist ein historisches neoklassizistisches Schulgebäude an der Government Street.
Das Bishop Portier House und das Carlen House sind zwei Beispiele von Creole Cottages in der Stadt. Das Mobile City Hospital und das United States Marine Hospital und das 1851 erbaute Washington Firehouse No. 5 sind neoklassizistische Bauwerke, die vor dem Sezessionskrieg entstanden. Das Hunter House ist ein Beispiel italienisch anmutender Architektur und wurde im 19. Jahrhundert von einer erfolgreichen afroamerikanischen Geschäftsfrau erbaut. Das Shepard House ist ein Beispiel des Queen Anne Styles. Der Scottish Rite Temple ist das einzige in Mobile noch bestehende Beispiel des Egyptian Revival Styles. Das Passenger Terminal der Gulf, Mobile and Ohio Railroad wurde im Mission Revival Style erbaut. Das Conde-Charlotte House war das erste Gerichtsgebäude in Mobile und entstand auf dem Gelände des in den 1840er Jahren abgebrochenen Fort Condé.

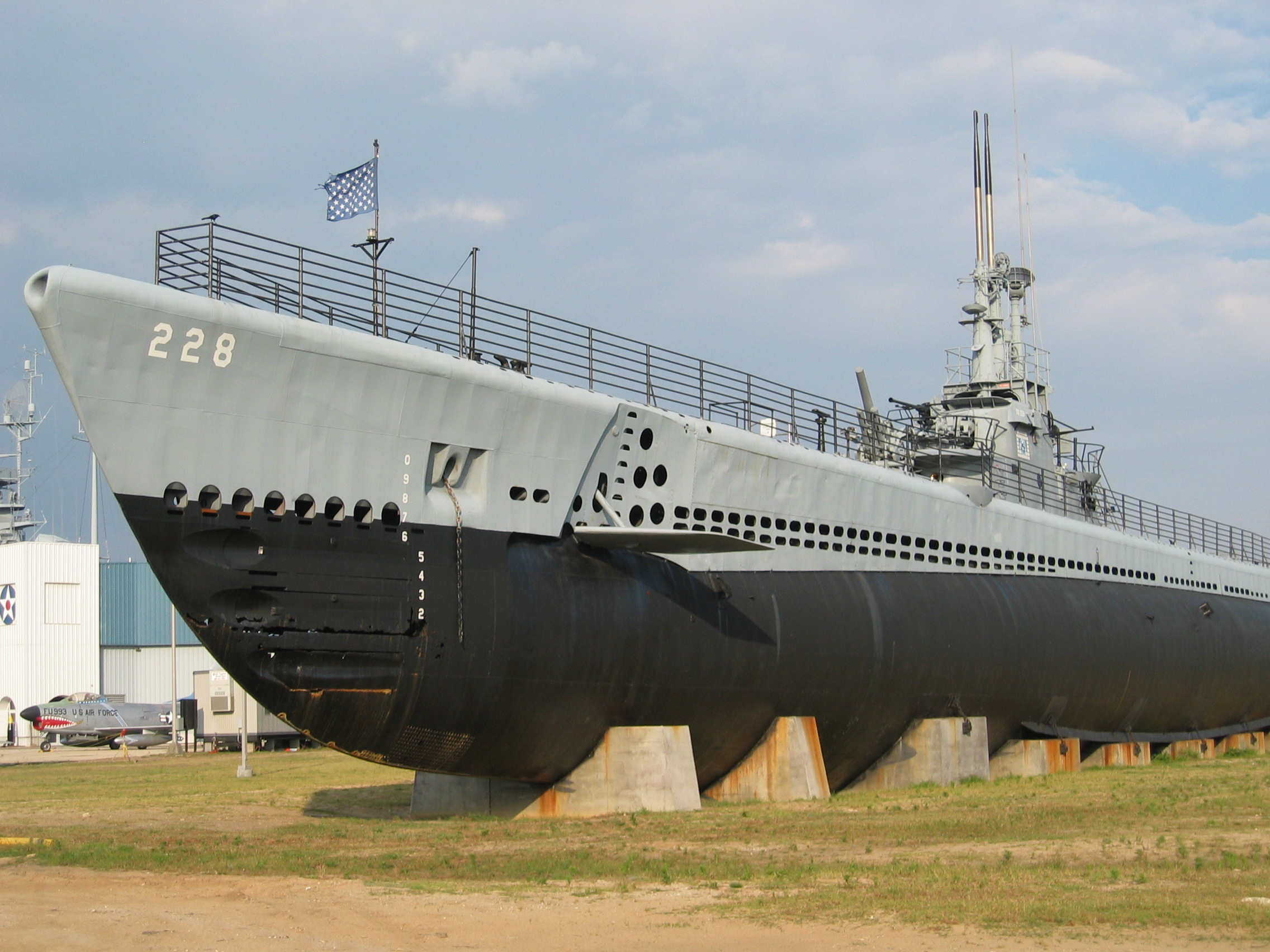
Die USS Drum im Battleship Memorial Park. Das U-Boot hat seit Januar 1986 den Status eines National Historic Landmarks.

In Mobile sind insgesamt 114 Bauwerke und Stätten im National Register of Historic Places eingetragen (Stand 1. Juni 2021). Vier Objekte davon haben den Status eines National Historic Landmarks: das Schlachtschiff Alabama, das U-Boot Drum, die Mobile City Hall und die Government Street Presbyterian Church.

### Friedhöfe
In der Stadt sind mehrere historische Friedhöfe vorhanden, die nach der Kolonialzeit gegründet wurden und Mobiles Camposanto ersetzt haben, von dem keine Spuren mehr vorhanden sind. Der Church Street Graveyard hat eine Fläche von mehr als 1,6 Hektar und wurde 1819 auf dem Höhepunkt der Gelbfieberepidemien begründet. Der 1836 gegründete Magnolia Cemetery war während des 19. Jahrhunderts die Hauptbegräbnisstätte in Mobile, etwa 80.000 Bestattungen fanden hier statt.
Der Catholic Cemetery entstand 1848 auf Initiative der Erzbistum Mobile. Neben Bestattungen römisch-katholischer Ordenspersonen fanden hier einige weitere historisch bedeutende Personen ihre letzte Ruhestätte. Mobiles jüdische Gemeinde besteht seit den 1820er Jahren; im Stadtgebiet gibt es zwei jüdische Friedhöfe, den Ahavas Chesed Cemetery und den Sha'arai Shomayim Cemetery.

### Botanik

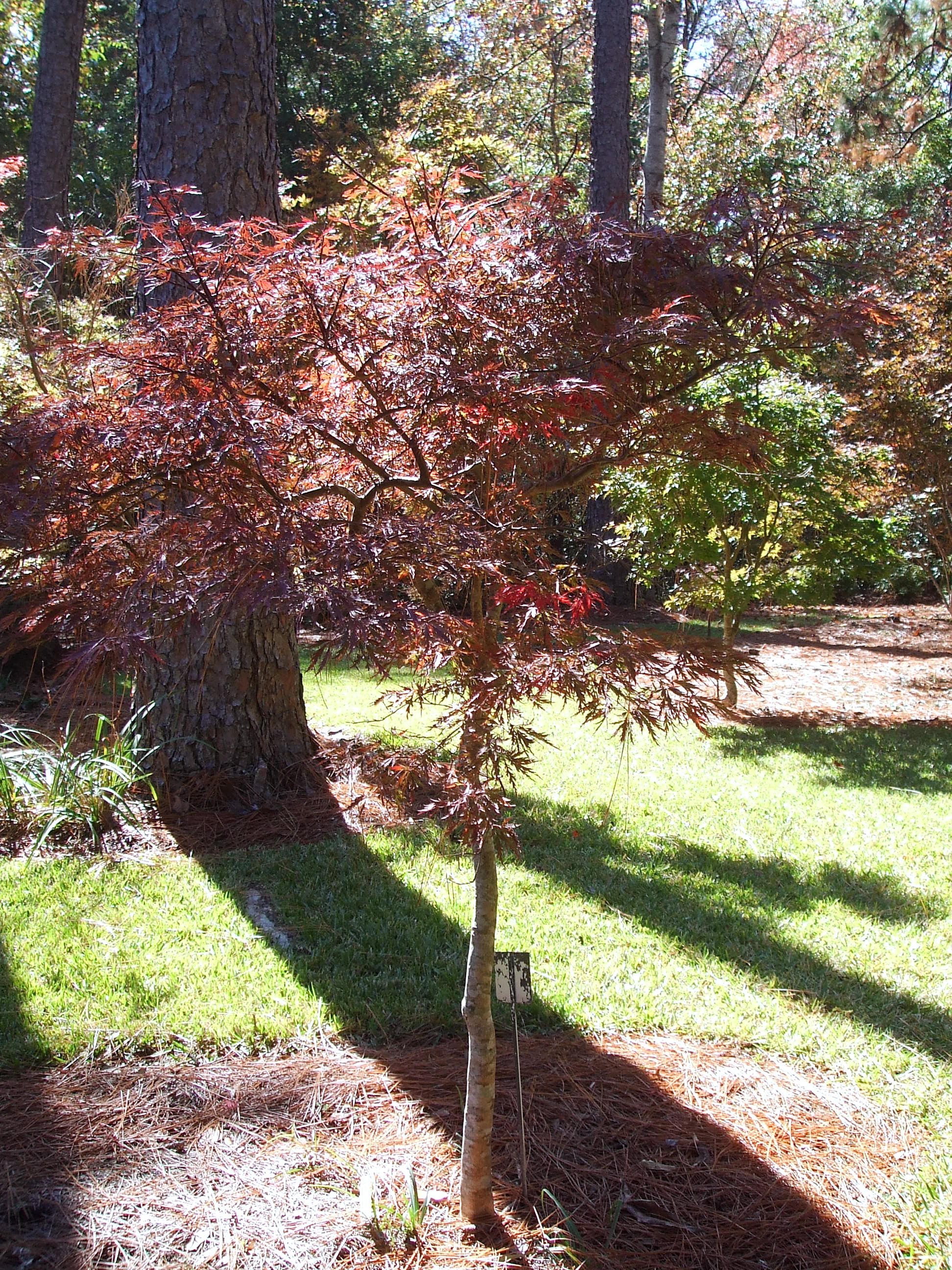
Mobile Botanical Gardens

In Mobile befinden sich die Mobile Botanical Gardens, ein 404.656 m² großer botanischer Garten.

## Flüsse der Stadt
- Catfish Bayou
- Chickasaw Creek
- Milkhouse Creek
- Moore Creek
- Rattlesnake Bayou
- Red Creek
- Spring Creek
- Stone Branch

## Partnerstädte
| - Havanna, Kuba - Pau, Frankreich - Worms, Deutschland - Ichihara, Japan - Veracruz, Mexiko - Gianjin, Volksrepublik China - Katowice, Polen | - Constanța, Rumänien - Rostow am Don, Russland - Košice, Slowakei - King Shaka, Südafrika - Pyeongtaek, Südkorea - Málaga, Spanien |

## Persönlichkeiten

### Söhne und Töchter der Stadt
Vier Söhne der Stadt sind in der Baseball Hall of Fame (Ruhmeshalle des Baseballs) verewigt: Hank Aaron, Willie McCovey, Satchel Paige und Ozzie Smith. Auch der Apple-CEO Tim Cook wurde in Mobile geboren.

### Ehrenbürger
- Helene Freifrau von Bothmer (1908–1996), Museumskuratorin und Model

### Persönlichkeiten mit Bezug zur Stadt
- Michael Portier (1795–1859), römisch-katholischer Geistlicher und der erste Bischof von Mobile (1825–1859)
- George Washington Owen (1796–1837), Politiker; Bürgermeister von Mobile
- Edmund Strother Dargan (1805–1879), Jurist und Politiker; Bürgermeister von Mobile
- Raphael Semmes (1809–1877), Seemann, Jurist, Kapitän, Admiral und General; lebte in Mobile
- Dominic Manucy (1823–1885), römisch-katholischer Bischof von Mobile (1884)
- Thomas Joseph Toolen (1886–1976), römisch-katholischer Bischof von Mobile (1927–1969)
- Winston Groom (1943–2020), Autor; wuchs in Mobile auf
- Jeff Sessions (* 1946), Politiker und Senator; lebt in Mobile
- Michael Donald (1961–1981), Afroamerikaner, der von zwei Mitgliedern des Ku-Klux-Klan in Mobile gelyncht wurde; 2006 wurde die Michael Donald Avenue in Mobile nach ihm benannt
- Robert William Howard (* 1963), Profi-Wrestler („Hardcore Holly“); lebt in Mobile

## Sonstiges
- Der Country- und Rockabilly-Sänger Curtis Gordon setzte der Stadt 1956 mit dem Titel Mobile, Alabama ein musikalisches Denkmal.
- Auch Bob Dylan nimmt in dem Song Stuck Inside of Mobile with the Memphis Blues Again, der 1966 auf seinem Album  Blonde on Blonde veröffentlicht wurde, Bezug auf die Stadt.
- Mobile ist eine der exemplarisch ausgewählten US-Städte in Ken Burns’ Dokumentarreihe The War über den Zweiten Weltkrieg. Der Film beschreibt die enorme Militärproduktion und die Diskriminierung der Afroamerikaner während dieser Zeit.
- 1972 verlieh die Stadt eine Ehrenbürgerschaft an die Deutsch-Amerikanerin Helene von Bothmer.
- Mobile ist die Heimatstadt Forrest Gumps im gleichnamigen Buch.

## Klimatabelle
|                       | Jan   | Feb   | Mär   | Apr   | Mai   | Jun   | Jul   | Aug   | Sep   | Okt  | Nov   | Dez   |   |         |
| Mittl. Tagesmax. (°C) | 15,4  | 17,6  | 21,6  | 25,8  | 29,2  | 32,2  | 32,9  | 32,5  | 30,5  | 26,4 | 21,3  | 17,2  | ⌀ | 25,2    |
| Mittl. Tagesmin. (°C) | 4,4   | 5,9   | 10,1  | 13,9  | 18,0  | 21,5  | 22,9  | 22,7  | 20,4  | 14,1 | 9,5   | 6,2   | ⌀ | 14,2    |
|                       |       |       |       |       |       |       |       |       |       |      |       |       |   |         |
| Niederschlag (mm)     | 120,9 | 138,7 | 162,8 | 113,8 | 145,8 | 128,0 | 174,0 | 176,8 | 150,1 | 74,7 | 104,1 | 134,9 | Σ | 1.624,6 |
|                       |       |       |       |       |       |       |       |       |       |      |       |       |   |         |
| Regentage (d)         | 8,5   | 7,7   | 8,0   | 5,7   | 7,2   | 9,3   | 12,8  | 11,8  | 8,5   | 4,4  | 6,6   | 8,4   | Σ | 98,9    |

| 4,4 |

| 5,9 |

| 10,1 |

| 13,9 |

| 18,0 |

| 21,5 |

| 22,9 |

| 22,7 |

| 20,4 |

| 14,1 |

| 9,5 |

| 6,2 |

| 4,4 |

| 5,9 |

| 10,1 |

| 13,9 |

| 18,0 |

| 21,5 |

| 22,9 |

| 22,7 |

| 20,4 |

| 14,1 |

| 9,5 |

| 6,2 |